# Clementine (vrucht)
Een clementine (Citrus × clementina) is een citrusvrucht die een hybride is tussen de mandarijn en de sinaasappel. De vrucht werd vernoemd naar broeder Clément Rodier, een Franse missionaris die de vrucht ontdekte en verspreidde in Algerije.

## Geschiedenis
De clementine is een spontaan ontstane citrushybride die eind 19e eeuw ontstond in Misserghin (Algerije) in de tuin van het weeshuis van de Franse missionarisbroeder Clément Rodier, naar wie de vrucht in 1902 formeel vernoemd werd.
Sommige bronnen hebben een eerdere oorsprong toegeschreven voor de hybride, waarbij gewezen wordt op soortgelijke vruchten afkomstig uit de provincies Guangxi en Guangdong in het huidige China. Dit zijn echter waarschijnlijk verschillende mandarijnhybriden, daar genomische analyse van de clementine heeft aangetoond dat deze is voortgekomen uit een kruising tussen een zoete sinaasappel (Citrus × sinensis) en de mediterrane mandarijnvariant Citrus × deliciosa, hetgeen consistent is met de Algerijnse oorsprong.

## Teelt
Clementines worden vooral gekweekt in het Middellandse Zeegebied, met Spanje, Italië, Marokko en Algerije als belangrijkste landen. De teelt vindt er plaats tussen november en eind februari. Ook in Californië worden op grote schaal clementines gekweekt.
... · 
C. aurantifolia (limoen) · 
C. aurantium (zure sinaasappel) · 
Citrus aurantium subsp. currassuviencis (laraha) · 
C. bergamia (bergamot) · 
C. ×clementina (clementine) · 
C. hystrix (papeda) · 
C. japonica (Chinese kumquat) · 
C. ×junos (yuzu) · 
C. kinokuni (cherry orange) · 
C. limon (citroen) · 
C. maxima (pompelmoes) · 
C. maxima × paradisi (pomelo) · 
C. medica (sukadeboom) · 
C. ×microcarpa (calamondin) · 
C. ×natsudaidai (amanatsu) · 
C. ×paradisi (grapefruit) · 
C. reshni · 
C. reticulata (mandarijn) · 
C. reticulata × paradisi (ugli) · 
C. reticulata 'Satsuma' (satsuma) · 
C. sinensis (sinaasappel) · 
C. sinensis 'Cara cara' (cara cara) · 
C. ×tangelo (tangelo) · 
...